# Sterling Airlines
Sterling Airlines A/S was een IJslandse low-fare luchtvaartmaatschappij, met als basis Kopenhagen, Denemarken. Op 29 oktober 2008 heeft Sterling Airlines faillissement aangevraagd.

## Geschiedenis
Sterling Airlines is opgericht in 1994 als Sterling European Airlines door ex-stafleden van Sterling. In 1995 nam Fred Olsen een aandeel in de maatschappij. In 2005 werd de maatschappij overgenomen door Fons Eignarhaldsfelag uit IJsland en fuseerde met de passagierstak van Maersk Air. De naam Sterling Airlines kreeg de maatschappij ook in dat jaar.
In december 2006 werd ze overgenomen door Northern Travel Holding uit IJsland, een joint venture van de Fons Eignarhaldsfelag, de FL Group en Sund. Deze joint venture omvat ook Iceland Express en Astraeus.
Op 29 oktober 2008 heeft Sterling Airlines faillissement aangevraagd. Het bedrijf verkeerde al jaren in financiële problemen. Doordat de kredietcrisis het IJslandse financiële stelsel platlegde, konden de geldschieters hun verplichtingen niet langer nakomen. Op 3 december 2008 kreeg Cimber Sterling delen van het bedrijf in handen.

## Vloot
De vloot van Sterling Airlines bestond uit: (september 2007)
- 2 Boeing B737-300
- 6 Boeing B737-500
- 12 Boeing B737-700
- 7 Boeing B737-800

IAG (British Airways · Iberia · Iberia Express) · easyJet · Jet2 · Norwegian.com · Ryanair · Volotea · Vueling · Wizz Air